# Cabal cardíac

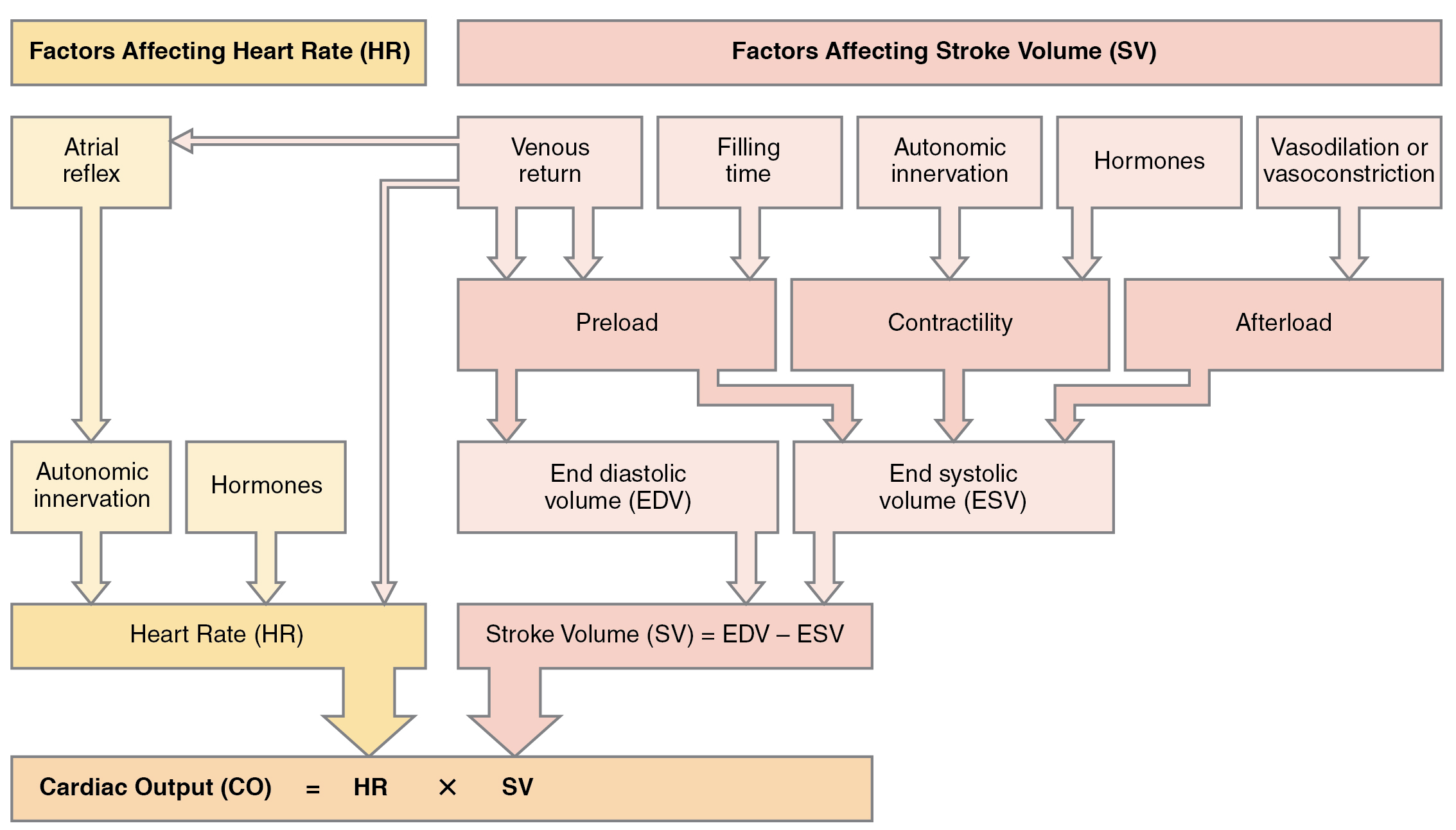

El cabal cardíac (CC) és el volum de sang bombada pel cor, en particular, pel ventricle esquerre o dret en l'interval de temps d'un minut. Així es pot mesurar, per exemple en dm³/min (= litre/minut). És, a més, la suma combinada de la sortida del ventricle dret i la sortida del ventricle esquerre durant la fase de la sístole del cor. De mitjana, el cabal cardíac en repòs seria 5,6 l/min en l'home i 4,9 l/min per la dona.
Es calcula amb el volum sistòlic o VS i la freqüència cardíaca o FC:
{\displaystyle CC=VS\times FC}
| Volums ventriculars i altres mesures relacionades en un home sa de 70 kg | Volums ventriculars i altres mesures relacionades en un home sa de 70 kg | Volums ventriculars i altres mesures relacionades en un home sa de 70 kg |
| Mesura                                                                   | Ventricle dret                                                           | Ventricle esquerre                                                       |
| ------------------------------------------------------------------------ | ------------------------------------------------------------------------ | ------------------------------------------------------------------------ |
| Volum telediastòlic                                                      | 144 ml (± 23 ml)                                                         | 142 ml (± 21 ml)                                                         |
| Volum telediastòlic/àrea de superfície corporal (mL/m2)                  | 78 ml/m2 (± 11 ml/m2)                                                    | 78 ml/m2 (± 8,8 ml/m2)                                                   |
| Volum telesistòlic                                                       | 50 ml (± 14 ml)                                                          | 47 ml (± 10 ml)                                                          |
| Volum telesistòlic/àrea de superfície corporal (mL/m2)                   | 27 ml/m2 (± 7 ml/m2)                                                     | 26 ml/m2 (± 5,1 ml/m2)                                                   |
| Volum sistòlic                                                           | 94 ml (± 15 ml)                                                          | 95 ml (± 14 ml)                                                          |
| Volum sistòlic/àrea de superfície corporal (mL/m2)                       | 51 ml/m2 (± 7 ml/m2)                                                     | 52 ml/m2 (± 6,2 ml/m2)                                                   |
| Fracció d'ejecció                                                        | 66% (± 6%)                                                               | 67% (± 4,6%)                                                             |
| Ritme cardíac                                                            | 60–100 bpm                                                               | 60–100 bpm                                                               |
| Cabal cardíac                                                            | 4,0–8,0 L/minut                                                          | 4,0–8,0 L/minut                                                          |